# Arthur Janov
Arthur Janov (Los Angeles, 21 augustus 1924 – Malibu, 1 oktober 2017) was een Amerikaanse psycholoog, de grondlegger van primaltherapie. Hij is vooral bekend geworden door zijn boek 'The Primal Scream' en het feit dat John Lennon en Yoko Ono ooit cliënt van hem waren.

## Biografie
Janov schreef nog tien boeken waaronder zijn nieuwste boek The Biology of Love. Met het woord Primal bedoelt Janov de totaliteit van psychische en lichamelijke processen gedurende een catharsis. De regressietherapie die hij ontwikkelde komt voort uit elementen van psychoanalyse, psychodrama en lichaamswerk. Janov maakte veel emoties los, maar had weinig belangstelling voor het verdere verloop van het proces. Bovendien deed hij uitspraken over zijn therapie en zienswijze, waarover de meningen nogal verdeeld waren. Veel therapeuten hebben zich gedistantieerd van het gedachtegoed van Janov. Veel primaltherapeuten hebben inmiddels hun eigen versie ontwikkeld.

## Trivia
- Het Britse duo Tears for Fears en de Schotse band Primal Scream heeft hun bandnaam gebaseerd op het werk van Arthur Janov. De grootste hit van Tears for Fears was Shout.